# ديرورة الطرف
يشير مصطلح ديرورة الطرف في التشريح إلى القدرة على تحريك عضو الجسد بشكل دائري.
يتم تعريف مصطلح الديرورة بأنه نمط الحركة الذي يضم مزيجًا من حركات الانثناء والمد والتقريب والإبعاد. تحدث الديرورة في المفاصل الزليلية حيث يتمكن العضو من القيام بحركة دائرية. تحدث أفضل حركات الديرورة من خلال المفاصل الإهليجية مثل مفصل الورك و مفصل الكتف، ولكنها يمكن أن تحدث أيضًا من خلال أجزاء أخرى من الجسد مثل الأصابع والأيدي والأقدام والرأس. وقد يحدث نموذج رياضي للديرورة عند قيام لاعب التنس بضرب الكرة أو ضرب لاعب الكريكيت بضرب كرة الكريكيت.